# عرب‌لی
عرب لی، روستایی از توابع بخش مرکزی شهرستان فیروزکوه در استان تهران ایران است.

## جمعیت
این روستا در دهستان شهرآباد قرار دارد و براساس سرشماری مرکز آمار ایران در سال ۱۳۸۵، جمعیت آن ۱۹ نفر (۱۰خانوار) بوده‌است.